# Семёнов, Егор Дмитриевич
Егор Дмитриевич Семёнов (1906—1992) — участник Великой Отечественной войны, полный кавалер Ордена Славы.
На момент представления к награждению орденом Славы 1-й степени — стрелок 487-го стрелкового полка 143-й стрелковой дивизии 47-й армии 1-го Белорусского фронта, рядовой.

## Биография
Родился 15 июня 1906 года в селе Карповка (ныне — Советского района Курской области) в семье крестьянина. Русский. Образование начальное. Семья был многодетная, 20 детей, и чтобы помогать отцу, пришлось прекратить учёбу в 10 лет. Был пастухом у местного помещика. После смерти отца остался на хозяйстве, вступил в колхоз. В 1936 году с женой уехал в город Кировск Луганской области. Работал грузчиком на Центральном лесном складе.
В начале Великой Отечественной войны был мобилизован на оборонительные работы. В селе Сунтюки Запорожской области попал в окружение, а затем в лагерь военнопленных. В ноябре 1941 года бежал, но уже у линии фронта, был схвачен гитлеровцами и снова отправлен в лагерь, в город Артемовск. В 1942 году снова бежал, находился на оккупированной территории до её освобождения.
В январе 1943 года был призван в Красную Армию и зачислен в 310-й стрелковый полк 8-й стрелковой дивизии. В марте того же года при наступлении на станцию Глазуновка севернее города Курска он был ранен в ногу и плечо. Выписавшись из госпиталя, с маршевой ротой прибыл в 197-ю стрелковую дивизию и был назначен пулеметным номером в 322-й стрелковый полк. Участвовал в боях на Курской дуге. В бою 1 августа увлек бойцов в атаку, обратив группу немецких солдат в бегство. Был представлен к награде.
В составе полка освобождал Украину. 23 февраля 1944 года снова получил ранение, на этот раз в руку. После госпиталя его направили в 1348-й стрелковый полк. С этим полком участвовал в боях по освобождению Белоруссии. За отвагу и мужество при прорыве вражеской обороны командир полка наградил его медалью «За боевые заслуги». А через две недели при отражении контратаки противника он был тяжело ранен. Два месяца пролежал в госпитале. После излечения в свою часть попасть не удалось. Рядовой Семёнов прибыл в 487-й стрелковый полк 143-й стрелковой дивизии, стоявшей под Варшавой на реке Висле. Учитывая возраст и ранения, его назначили повозочным в тыловое подразделение, но Семёнов попросился стрелком на передовую. В полках шла напряженная подготовка к новым боям. Приказом от 9 января 1945 года за мужество и отвагу проявленные в боях на Курской дуге рядовой Семёнов Егор Дмитриевич награждён орденом Славы 3-й степени.
15 января 1945 года рядовой Семёнов в составе отделения форсировал реку Вислу в 15 км северо-западнее города Варшавы. После мощной артиллерийской подготовки, перебежав по льду Вислу, бойцы, преодолевая сильное огневое сопротивление, пошли на штурм вражеской обороны. Семенов в числе первых достиг западного берега, ворвался в траншею и в рукопашной схватке уничтожил трех фашистов. Расширяя плацдарм, бойцы, возглавляемые Семеновым, первыми ворвались в населенный пункт Чансткув, забросали гранатами гитлеровцев, засевших в крайних домах, захватили дома и удержали их до подхода подкрепления. Приказом по войскам 47-й армии от 11 февраля 1945 года за мужество и отвагу, проявленные при форсировании Вислы и в боях на плацдарме, рядовой Семёнов Егор Дмитриевич награждён орденом Славы 2-й степени. Здесь, на плацдарме севернее Варшавы, ему вручили и орден Славы 3-й степени.
Развивая успех, войска 47-й армии устремились к Одеру, но в районе города Альтдамм восточнее Штеттина встретили упорное сопротивление противника. 27 марта рядовой Семёнов, действуя в составе отделения, первым поднялся в атаку на штурм высоты 60,6. Ворвавшись на высоту, он в траншейном бою уничтожил из автомата пятерых гитлеровцев. Оставшись один у пулемёта открыл огонь по отступавшему противнику и уничтожил ещё двенадцать вражеских солдат и ручной пулемет. В этом бою он был ранен, но не ушел с поля боя. Был представлен к ордену Славы 1-й степени. Вылечившись, догнал свой полк в районе Шпандау, западного пригорода Берлина и принял участие в заключительных боях по овладению фашистской столицей.
Указом Президиума Верховного Совета СССР от 31 мая 1945 года за исключительное мужество, отвагу и бесстрашие, проявленные на заключительном этапе Великой Отечественной войны в боях с гитлеровскими захватчиками гвардии старший сержант Семёнов Егор Дмитриевич награждён орденом Славы 1-й степени. Стал полным кавалером ордена Славы.
В ноябре 1945 года Е. Д. Семёнов был демобилизован. Возвратился в город Кировск, где опять стал работать грузчиком Центрального лесного склада. В 1955 году в связи с ухудшением здоровья перешел работать на шахту № 6 треста «Кировуголь» доставщиком взрывчатых материалов. Умер 16 марта 1992 года.
Награждён орденами Славы 3-х степеней, Отечественной войны 1-й степени, медалями.